# Economia de penúria
Economia de penúria (o economia d'escassetat, en hongarès: hianygazdasag, en anglès: shortage economy) és un terme encunyat per l'economista hongarès János Kornai i el va fer servir per a criticar les velles economies planificades dels països comunistes de l'Europa de l'Est. En el seu article Economics of Shortage (1980), considerat generalment com la seva obra més coneguda i més influent, János Kornai argumentava que l'escassetat crònica a l'Europa de l'Est durant els anys setanta i vuitanta no era conseqüència d'errors de planificació o de preus mal determinats, sinó d'imperfeccions del sistema mateix.
Cal assenyalar que l'escassetat d'un determinat bé no implica necessàriament que no estigui sent produït, sinó que a un preu determinat la demanda del producte sobrepassa l'oferta. Això pot ser causat per un preu massa baix forçat pel govern, que anima els consumidors a demanar quantitats més grans del producte. Kornai, però, es concentra en el fet afegit que l'oferta era massa reduïda, i argumenta que això era la causa de les escassetats a l'Europa de l'Est durant els anys vuitanta.

## Definició i característiques
Segons Kornai, una economia de penúria té les següents característiques:
- Escassetats, que són:
  - generals, és a dir, que afecten tots els sectors de l'economia (béns de consum, serveis, mitjans de producció i matèries primeres)
  - freqüents
  - intenses
  - cròniques
  - horitzontals i verticals
  - substituïdes per excedents ocasionals
- Canvia el mercat de compradors i venedors
- Substitucions forçoses
- Estalvi forçós
- Petites restriccions pressupostàries
- Comportament paternalista
- Inflació reprimida

## Comportament dels compradors
Segons la teoria de János Kornai, les possibilitats a què s'enfronten els compradors són les següents:
- Possibilitat 0: El comprador va a la botiga, hi troba el producte que vol i el compra. Aquesta és la situació normal si no hi ha escassetat. Segons el punt de vista de Kornai, una economia de penúria és, per definició, una economia en què això passa rarament.
- Possibilitat 1: Hi ha el producte, però el comprador ha de fer cua per comprar-lo, perquè hi ha més compradors que unitats del producte. De vegades, les cues es formen només per la possibilitat (o el rumor) que el producte estigui disponible. Els consumidors passen molta estona fent cua, sovint fins i tot moltes hores al dia, només per comprar productes bàsic com ara menjar. Per altres productes hi ha una llista d'espera, que en alguns casos pot ser molt llarga. Per exemple, la llista d'espera a l'URSS per a obtenir un apartament durant els anys vuitanta era de 10-15 anys.
- Possibilitat 2: El producte no és disponible, de manera que el consumidor accepta una substitució forçada, és a dir, compra un altre producte més o menys similar al que pretenia adquirir. La substitució és forçada, perquè el producte original s'ha acabat.
- Possibilitat 3: El producte no és disponible, de manera que el comprador el busca en un altre lloc; o el producte no és disponible, però se sap que en un futur ho serà, de manera que el comprador decideix posposar la compra. Això és una forma d'estalvi forçós, perquè el consumidor no volia, originàriament, estalviar o seguir tenint els seus diners.
- Possibilitat 4: El producte no és disponible, de manera que el comprador deixa estar la intenció de comprar-lo.